# Супруг
Супруг или муж је мушки супружник у браку. Његов партнер је супруга. У већини случајева има само једну жену или једног мужа (моногамија) док се у неким културама јављају полигамистички облици. За њега се подразумева да је глава породице и главни у домаћинству.
Положај мужа у односу на жену, односно његова права и обавезе варирају у односу на различите културе и историју. Све до стварања модерних западних друштава где се равноправност полова наводи као идеал, мушкарац је у браку обично био у формално или стварно супериорном положају, односно располагао са заједничком имовином и био овлашћен доносити све значајне одлуке; с друге стране, од мушкараца се традиционално очекивало да служи као главни извор прихода, односно штити жену и децу.
Супруг се може развести од своје супруге или супруга уколико постоје несугласице у браку, а након смрти супружника, он постаје удовац.